# عضلة باسطة للأصابع

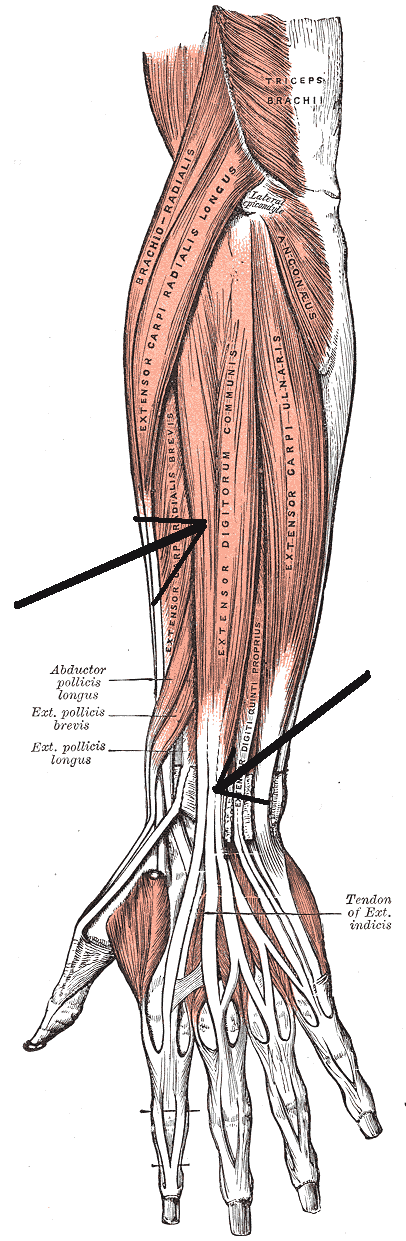

العضلة الباسطة للأصابع (بالإنجليزية: Extensor digitorum muscle)‏ والمعروفة أيضًا باسم العضلة الباسطة المشتركة للأصابع هي، في علم تشريح الإنسان، أحد عضلات الطرف العلوي.
العضلة الباسطة الأصابع  هي عضلة في الساعد الخلفي موجودة في البشر والحيوانات الأخرى. إنه يمتد إلى وسطي أربعة أرقام لليد. يُعصب الباسطة الأصابع بواسطة العصب الخلفي بين العظام، وهو فرع من العصب الكعبري.

## بنية
تنشأ العضلة الباسطة للأصابع من اللقيمة الوحشية لعظم العضد، بواسطة الوتر المشترك ؛ من الحاجز العضلي بينه وبين العضلات المجاورة، ومن اللفافة المضادة للعضلة . تنقسم أدناه إلى أربعة أوتار، والتي تمر، مع تلك الموجودة في الباسطة الدائرية، من خلال جزء منفصل من الرباط الرسغي الظهري، داخل غمد مخاطي. ثم تتباعد الأوتار على ظهر اليد، ويتم إدخالها في الكتائب الوسطى والبعيدة للأصابع بالطريقة التالية.
مقابل المفصل السنعي السلامي، يرتبط كل وتر عن طريق الحزم بالأربطة الجانبية ويعمل بمثابة الرباط الظهري لهذا المفصل ؛ بعد عبور المفصل، ينتشر في صفاق عريض يغطي السطح الظهري للكتائب الأولى ويتم تقويته، في هذه الحالة، بأوتار إنتروسي والعضلات الخراطينية لليد .
مقابل المفصل السلامي الأول، ينقسم هذا الصفاق إلى ثلاث زلات ؛ وسيط واثنان: يتم إدخال الأول في قاعدة الكتائب الثانية ؛ والجانبان، اللذان يستمران إلى الأمام على طول جوانب الكتائب الثانية، يتحدان من خلال هوامشهما المتجاورة، ويتم إدخالهما في السطح الظهري للكتائب الأخيرة. عندما تعبر الأوتار المفاصل السلامية، فإنها تزودها بأربطة ظهرية. الوتر إلى السبابة مصحوب بأوتار الباسطة التي تقع على جانبها الزندي . في الجزء الخلفي من اليد، ترتبط الأوتار إلى الوسط، والحلقة، والأصابع الصغيرة من خلال شريطين في وضع غير مباشر، أحدهما من الوتر الثالث يمر من الوتر السفلي والأفقي إلى الوتر الثاني، والآخر يمر من نفس الوتر السفلي ووسطيًا حتى الرابع.
وترتبط الأوتار الباسطة بالثاني بواسطة شريط عرضي رفيع، يُعرف باسم الوتر الملتف ؛ تعمل على الحفاظ على المحاذاة المركزية للأوتار الباسطة فوق رأس المشط،  وبالتالي زيادة الرافعة المالية المتاحة. قد تسمح الإصابات (مثل قوة الانثناء الخارجية أثناء التمدد النشط) للأوتار بالانزلاق إلى الفضاء بين المشابك ؛ ثم يعمل الوتر الباسط كمثني وقد لا يتم تمديد الإصبع بشكل نشط. يمكن تصحيح ذلك جراحيًا باستخدام زلة من الوتر الباسط لاستبدال الشريط الرباط التالف.

## وظيفة
تمد العضلة الباسطة الأصابع السلاميات،  ثم الرسغ، وأخيراً الكوع. تميل إلى فصل الأصابع لأنها تمدها.
في الأصابع، تعمل باسطة الأصابع بشكل أساسي على السلاميات القريبة، وتعمل على تمديد المفصل السنعي السلامي . ومع ذلك، فإن تمديد المفاصل الدانية القريبة والبعيدة يتم توسطه في الغالب عن طريق الظهرية والراحية بين العظام واللومبريكال في اليد .

## صور إضافية
- عظام الساعد الأيسر. الجانب الخلفي.
- أوتار السبابة وأوتار فينكولا.
- المقطع العرضي من خلال منتصف الساعد.
- المقطع العرضي عبر النهايات البعيدة للكعبرة والزند.
- الأغماد المخاطية للأوتار على ظهر الرسغ.
- العضلة الباسطة الأصابع المشتركة
- عضلات الباسطة الأصابع.
- العضلة الباسطة الأصابع.
- العضلة الباسطة الأصابع.
- العضلة الباسطة الأصابع.
- العضلة الباسطة الأصابع.
- العضلة الباسطة الأصابع
- العضلة الباسطة الأصابع
- العضلة الباسطة الأصابع.
- العضلة الباسطة الأصابع.
- عضلات اليد. المنظر الخلفي.
- عضلات اليد. المنظر الخلفي.